# Gustaf Berg (censor)
Ej att förväxla med Gustaf Berg (fotograf).
Gustaf Leonard Berg, född 20 december 1877 i Naverstads socken i Bohuslän, död 25 oktober 1947, var en svensk filmcensor och manusförfattare. 
Berg blev filosofie kandidat vid Lunds universitet 1900, och ägnade sig först åt journalistbanan som medarbetare i Göteborgs-Posten och Svenska Dagbladet. Han redigerade "Scouten" 1913–18 och var ordförande i Svenska journalistföreningen men verkade även från 1911 som filmcensor. Han var censurchef vid Biografbyrån 1914–1918, chef för SF:s skolfilmavdelning 1921–1942. Han var även litterär chef hos filmbolaget Skandia och utgav ett flertal arbeten om filmen som bildningsmedel. Gustaf Berg var gift med Aina Wistrand och far till bland andra matskribenten Märit Huldt (signaturen Hiram).

## Filmmanus
- 1919 – Surrogatet
- 1916 – Aktiebolaget Hälsans gåva